# آلودگی هوا در آلمان
آلودگی هوا در آلمان طی یک دهه گذشته به‌طور قابل توجهی کاهش یافته است.  آلودگی هوا زمانی رخ می‌دهد که مواد مضر در جو زمین آزاد می‌شوند. این آلاینده‌ها از طریق فعالیت‌های انسانی و منابع طبیعی آزاد می‌شوند. آلمان به کاهش
انتشار گاز گلخانه‌ای خود از طریق تغییر به منابع انرژی تجدیدپذیر علاقه‌مند شد. میزان استفاده از انرژی تجدیدپذیر از ۶٫۳٪ در سال ۲۰۰۰ به ۳۴٪ در سال ۲۰۱۶ افزایش یافته است. با این گذار به سمت انرژی‌های پاک، برخی معتقدند که آلمان به یکی از رهبران جهانی در سیاست‌های مقابله با تغییرات اقلیمی و توسعه انرژی‌های تجدیدپذیر تبدیل شده است؛ به‌ویژه در میان کشورهای عضو اتحادیه اروپا. با این حال، میزان انتشار دی‌اکسید کربن (CO₂) به ازای هر نفر در آلمان، همچنان یکی از بالاترین مقادیر در اروپا است و تقریباً دو برابر کشورهایی مانند فرانسه می‌باشد. هدف فعلی دولت آلمان در تاریخ ۱۴ نوامبر ۲۰۱۶ در برنامه اقدام اقلیمی ۲۰۵۰ آلمان تصویب شد، که تدابیری را برای دستیابی آلمان به هدف کاهش گازهای گلخانه‌ای تا سال ۲۰۵۰ مشخص می‌کند. تا سال ۲۰۵۰، آلمان می‌خواهد انتشار گازهای گلخانه‌ای خود را ۸۰ تا ۹۵ درصد کاهش دهد و تا سال ۲۰۳۰ قصد دارد این میزان را ۵۵ درصد کاهش دهد، در مقایسه با هدف اتحادیه اروپا که ۴۰ درصد است.
برای دستیابی به این اهداف، آلمان بیشتر از آن‌که بر تصویب قوانین تکیه کند، مجموعه‌ای متنوع از راهبردها و سیاست‌ها را به کار می‌گیرد. چهار راهبرد اصلی که دولت آلمان مبنای کنترل آلودگی هوا قرار داده است، عبارت‌اند از:
1. تدوین استانداردهای کیفیت محیط زیست
2. تعیین الزامات کاهش انتشار بر اساس بهترین فناوری‌های موجود (BAT)
3. تنظیم مقررات مربوط به فرایندهای تولید
4. وضع سقف‌های مجاز برای انتشار آلاینده‌ها[۴]

از طریق این راهبردها، ابزارهای سیاست‌گذاری متعددی طراحی و اجرا شده‌اند که نقش مؤثری در کاهش قابل توجه آلودگی هوا در آلمان ایفا کرده‌اند. برخی از مهم‌ترین این ابزارها عبارت‌اند از:
قانون فدرال کنترل انتشار آلاینده‌ها و آیین‌نامه‌های اجرایی مرتبط با آن
- دستورالعمل‌های فنی کنترل کیفیت هوا (TA Luft)
- اصلاح آیین‌نامه مربوط به سامانه‌های احتراق کوچک
- اجرای دستورالعمل مربوط به انتشارهای صنعتی
- سیاست‌های کنترل آلودگی هوای فرامرزی[۵]

یکی از مؤثرترین سیاست‌های اتخاذشده در این زمینه، سیاست تعرفه خرید تضمینی برق تولیدشده از انرژی‌های تجدیدپذیر بود که در سال ۲۰۰۰ معرفی شد. این سیاست باعث رشد چشم‌گیر استفاده از انرژی‌های تجدیدپذیر و در نتیجه، کاهش آلودگی هوا شد. این سیاست‌ها با هدف افزایش سهم انرژی‌های پاک همچون انرژی باد، زیست‌توده، برق‌آبی، انرژی زمین‌گرمایی و فتوولتائیک طراحی شدند. هدف نهایی از این اقدامات، کاهش انتشار گازهای گلخانه‌ای به‌عنوان یکی از عوامل اصلی آلودگی هوا و مقابله با کاهش تغییر اقلیم بوده است.

## پیشینه
آلودگی هوا ممکن است باعث بیماری، آلرژی یا مرگ در انسان شود. همچنین ممکن است به سایر موجودات زنده مانند حیوانات و محصولات کشاورزی آسیب برساند و به محیط زیست آسیب برساند. آلودگی هوا می‌تواند هم توسط فعالیت‌های انسانی و هم توسط فرآیندهای طبیعی ایجاد شود.
آلاینده هوا ماده‌ای در هوا است که می‌تواند اثرات نامطلوبی بر انسان و اکوسیستم داشته باشد.
آلاینده‌های اصلی تولید شده توسط فعالیت‌های انسانی عبارتند از:
- دی‌اکسید کربن (CO2) - بیشترین نوع آلودگی هوای ناشی از فعالیت انسان. در اثر سوختن سوخت‌های فسیلی منتشر می‌شود.
- اکسیدهای گوگرد (SO2x) - به ویژه دی‌اکسید گوگرد. از احتراق زغال سنگ و نفت خام تولید می‌شود.
- <sub id="mwYg">NOx</sub> (اکسیدهای نیتروژن، به ویژه دی‌اکسید نیتروژن). از احتراق در دمای بالا تولید می‌شود.
- مونوکسید کربن (CO) - محصول احتراق ناقص سوخت‌هایی مانند گاز طبیعی، زغال سنگ یا چوب. اگزوز خودروها منبع اصلی مونوکسید کربن است.
- ترکیبات آلی فرار (VOC) - به صورت متان یا غیر متان طبقه‌بندی می‌شوند. متان یک گاز گلخانه‌ای بسیار مؤثر است که به افزایش گرمایش جهانی کمک می‌کند.
- آمونیاک (NH3) - از فرآیندهای کشاورزی منتشر می‌شود.

آلاینده‌های ثانویه شامل موارد زیر هستند:
- ذراتی که از آلاینده‌های اولیه گازی و ترکیبات موجود در مه دود فتوشیمیایی ایجاد می‌شوند. مه دود نوعی آلودگی هوا است و از سوختن مقدار زیادی زغال سنگ در یک منطقه ناشی از مخلوطی از دود و دی‌اکسید گوگرد ناشی می‌شود. مه دود مدرن معمولاً از زغال سنگ ناشی نمی‌شود، بلکه از گازهای خروجی از وسایل نقلیه و صنایع ناشی می‌شود که در جو تحت تأثیر نور فرابنفش خورشید قرار می‌گیرند و آلاینده‌های ثانویه را تشکیل می‌دهند که آنها نیز با گازهای خروجی اولیه ترکیب می‌شوند و مه دود فتوشیمیایی را تشکیل می‌دهند.[۸]
- ازون تروپوسفری (O3) از NOx و VOCs تشکیل شده است. غلظت‌های غیرعادی بالا در اثر فعالیت‌های انسانی (عمدتاً احتراق سوخت‌های فسیلی) ایجاد می‌شوند، این گاز یک آلاینده و یکی از اجزای تشکیل‌دهنده مه دود است.[۹]